# Олександро-Калинове
Олекса́ндро-Кали́нове — село Іллінівської сільської громади Краматорського району Донецької області, Україна.
Колишній адміністративний центр Олександро-Калинівської сільської ради.

## Загальні відомості
Відстань до центру громади становить близько 13 км і проходить автошляхом Н20.
Найближча залізнична станція - Костянтинівка.
Розташоване на обох берегах річки Калинівка та річки Клебан-Бик. Поблизу розташовані Клебан-Бицьке водосховище та регіональний ландшафтний парк «Клебан-Бик».

## Історія

### Козацька доба
В давнину цю місцевість заселяли скіфи, сармати та інші кочівники.
Пізніше ці землі належали до Кальміуської паланки Війська Запорозького Низового. На одному з пагорбів розташовувалися козацькі хвигури. Гетьман Іван Мазепа в листі до Петра І також говорив про ці землі, як про козацькі.
За версією місцевих краєзнавців, хутір Василівка постав на місці запорозького зимівника. Після ліквідації Січі, землі довкола царський уряд закріпив за російськими відставними офіцерами й дворянами — Смоляниновими, Погорєловими, Івановими.
Деякі непідтверджені записи згадують перших поселенців на території села 1453 року. 1530 року відзначають ці землі у володінні пана Калинина. Також згадуються пан Филимон, пан Вишневий, пан Калинкін, що мав доньку Арину, яка вийшла заміж за пана Смолянинова.
Офіційно роком заснування села вважають 1757 рік, що відповідає середині XVIII століття, згідно інших джерел.

### Імперська доба
Згідно з розмежуванням від 1789 року, землі Калинової пустки, в межах яких і значилися села Калинове та Олександрівка, належали дворянину протоієрею Григорію Калиновичу. Пізніше ці села поміщик Смолянинов об'єднав під назвою Смолянка. Селяни обробляли землі поміщиків, вирощували та доглядали їхніх тварин.
1820 року Калинович продав усі землі з майном за 38 тисяч рублів поручнику Петру Івановичу Шабельському.
1861 року велику частину земель (близько 10 000 десятин) придбала графиня Катерина Леонідівна Ігнатьєва (уроджена Голіцина), що від 1862 року була дружиною бахмутського поміщика генерал-дипломата графа Миколи Павловича Ігнатьєва. Граф Ігнатьєв належав до древнього аристократичного роду Ігнатьєвих - гілки прізвища Плещеєвих.
До 1886 року в Бахмутському повіті було два конезавода, один з яких належав графині Ігнатьєвій, де розводилися коні двох мастей — рисистої та скакової. Стан заводу описувався як жалюгідний. Представником скакової масті на заводі був арабський жеребецъ "Торокай". Про цей факт розповідав управитель Василівської економії графині Ігнатьєвої.
Маєток графині Ігнатьєвої значився при селі Олександрівка Василівської економії, що знаходився в 30 верстах (32 км) від Бахмута та в 9 верстах (9,6 км) від залізничної станції, що вказує на розташування центра маєтка в сучасному селі Олександро-Калинове.
1882 року тут починає діяльність невеликий солеварний завод землевласника Филимонова.
У 1918 на проханням ввести на територію України німецькі війська, з допомогою яких уряд Української Народної Республіки сподівався зберегти державність, в селі були розквартировані австро-німецькі війська.

### Радянський період
Після встановлення радянської окупації на початку 1918 року та повалення влади поміщиків в селах організовувалися колгоспи та сільські ради.
Згідно з адміністративно-територіальним поділом 1926 - 1932 років та даними перепису 1926 року до Олександро-Калинівської сільської ради Костянтинівського району увійшли: Олександрове (Смолянинове), хутір Василівка, хутір Голубівка, Калинове, хутір Красна Долина, хутір Попасний, Радгосп "Щербинівський".
17 січня 1947 року у зв'язку з будівництвом Клебан-Бицького водосховища, у Костянтинівському районі, Сталінським облвиконкомом ухвалено рішення про переселення населених пунктів Катеринівка, Красна Долина, Вишневий та частково села Олександро-Калинове.
Із зони затоплення були переселені:
- село Катеринівка (в кількості 92 будинків перенесено на місце поблизу селища Клебан-Бик, яке тоді тільки будувалося та мало назву “Донбасводтрест”);
- 99 будинків з села Олександро-Калинове перенесені на місце вище колгоспного саду:
- хуторам Красна Долина та Вишневий в кількості 96 будинків було дозволено розселитися в селах Катеринівка та Олександро-Калинове.

Всього було перенесено 287 будинків та переселено 400 родин.
10 серпня 1954 року Сталінську (з центром на хуторі Сталіно - нині територія села Яблунівка) та Олександро-Калинівську сільради об’єднали в одну Олександро-Калинівську з центром в селі Олександро-Калинове.
8 січня 1960 року у до Олександро-Калинівської сільської ради приєднали Тарасівську.
1967 року було збудовано нову середню Олександро-Калинівську школу та відкрито пришкільний інтернат. Першим вчителем був Дмитро Іванович Коленов.
На початку 1970-х років на території села містилася центральна садиба колгоспу «Світанок», який мав 1693 га орної землі. Виробничим напрямом колгоспу було м'ясо-молочне тваринництво. Також вирощувалися зернові та овочі. З допоміжних підприємств були: млин, майстерня для ремонту сільськогосподарської техніки, пилорама.
В селі середня школа на 26 вчителів та 229 учнів, клуб на 450 місць, районний будинок культури, бібліотека на 8000 книг, дитячий садок на 30 місць. Працювали 5 магазинів, павільйон побутового обслуговування.

1980 року розпочалася газифікація села Олександро-Калинове.

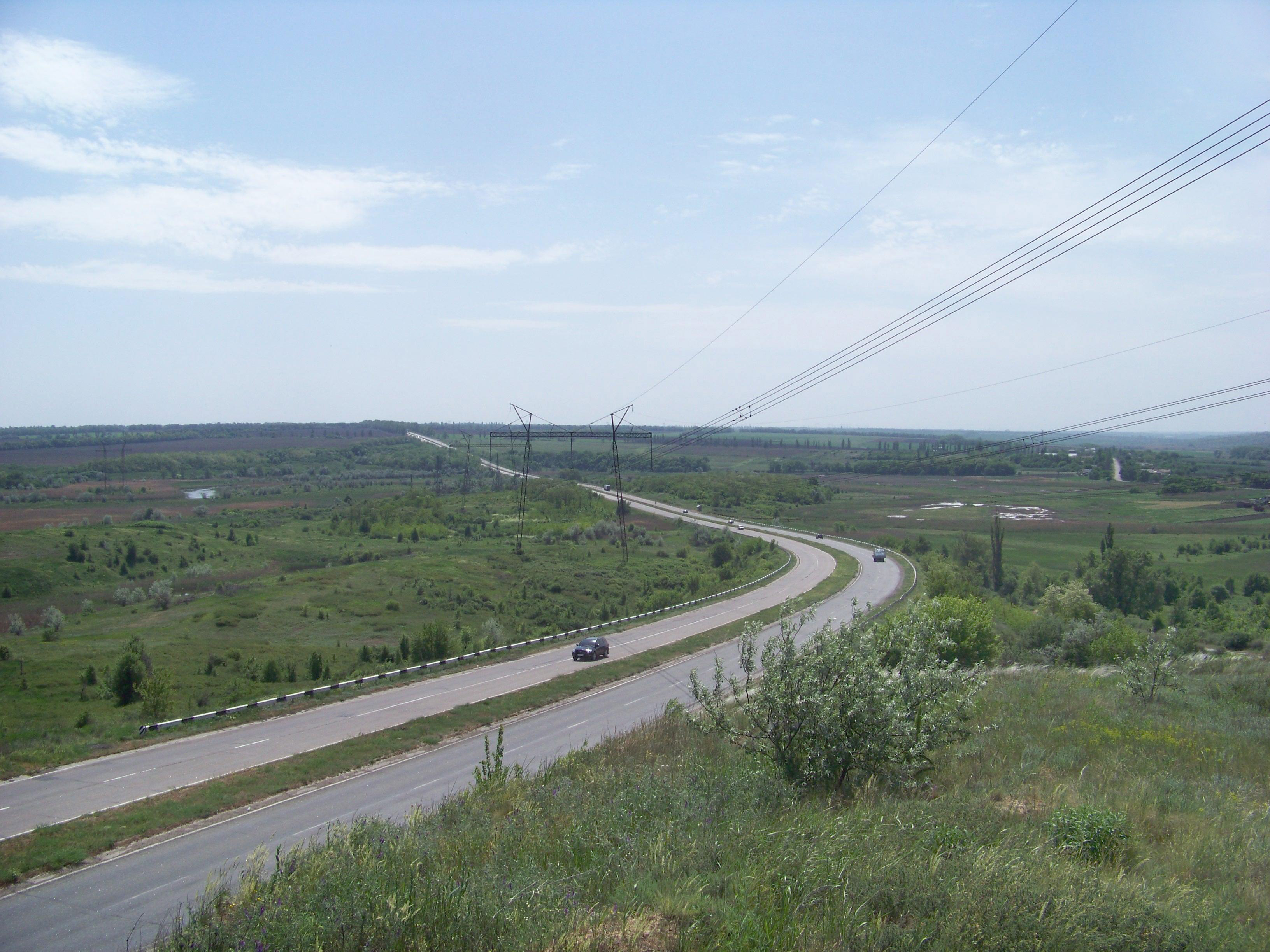
Автошлях Н20

### Російсько-Українська війна
У червні-серпні 2014 року село перебувало під окупацією російсько-терористичних військ.
Станом на березень 2025 року село знаходиться в безпосередній близькості до лінії бойових дій, має гуманітарні проблеми та зазнає числених обстрілів.

## Назва
Ойконім села утворено шляхом об'єднання назв двох сіл, що увійшли до його меж - Олександрівка та Калинове. Застосування для назви цього села такого словосполучення це історично сформована обставина. Вперше приблизно таке словосполучення з'явилося ще в другій половині XIX століття.
На мапах за 1878 та 1788 років на місці нинішнього села Олександро-Калинове позначені селища Василівка (Коптівка, Калинова), Смолянинова та Олександрівка (Калинова).
Вдруге поява назви відноситься до 1927 року, коли відзначено Олександро-Калинівську сільраду, якій підпорядковані села Олександрівка (Смолянинове) та Калинове, а також хутори – Василівка, Голубівка, Красна Долина.
У різних джерелах Олександрівка фіксується власницьким селом Олександрівка (Погорєловка) та Олександрівка (Смолянинове). Село Калинове відзначене власницьким селом.
Зі слів краєзнавців, датою заснування села вважається 1757 рік. Тоді в ньому було близько 15 будинків і воно належало поміщику Смоляку, за іншими даними – поміщику Смолянову. Звідси Олександрівка і була позначена як Смолянинове. І звідси походить назва першої вулиці - Смолянка. 1762 року село перейшло під володіння пана Сомова, після чого друга вулиця названа - Сомівка. Наприкінці XVIII століття виникла вулиця – Голубівка. Її заселили вихідці з хутора Красна Долина та селища Неліпівка.
Наприкінці XIX століття Олександрівка стала володінням поміщика Погорєлова. Так за ним і значилася до радянських часів.

## Олександро-Калинове на мапах
На мапі 1968-1869 року значаться населені пункти: Калинове, Олександрівка та Василівка.
На мапі 1888 року значаться: Калинове (Смолянинова), Олександрівка (Калинова), Василівка (Коп’євка [Коптевка]).
На мапі Ґрінера від 1908 року значаться Калинове та Олександрівка (Смолянинова).
На мапі Бахмутського повіту 1911 року значаться Калинова та Олександрівка (Погорєловка).
На мапі Артемівської округи 1928 року значаться села Олександрівка (Смолянинове) та Калинове і хутори: Василівка та Голубівка.
На топографічній мапі 1938 року значаться Олександрівка (Калинівка) та хутори Голубівка, Василівка.
На топографічній мапі 1943 року на місці села значаться хутори: Голубівка, Олександрівка, Василівка.
На топографічній мапі 1981 року нанесено тільки село Олександро-Калинове.

## Населення
Згідно з переписом УРСР 1989 року чисельність наявного населення села становила 864 особи, з яких 403 чоловіки та 461 жінка.
За переписом населення України 2001 року в селі мешкало 817 осіб, з яких рідною українську мову зазначили 89,35%.

## Громадські об'єкти

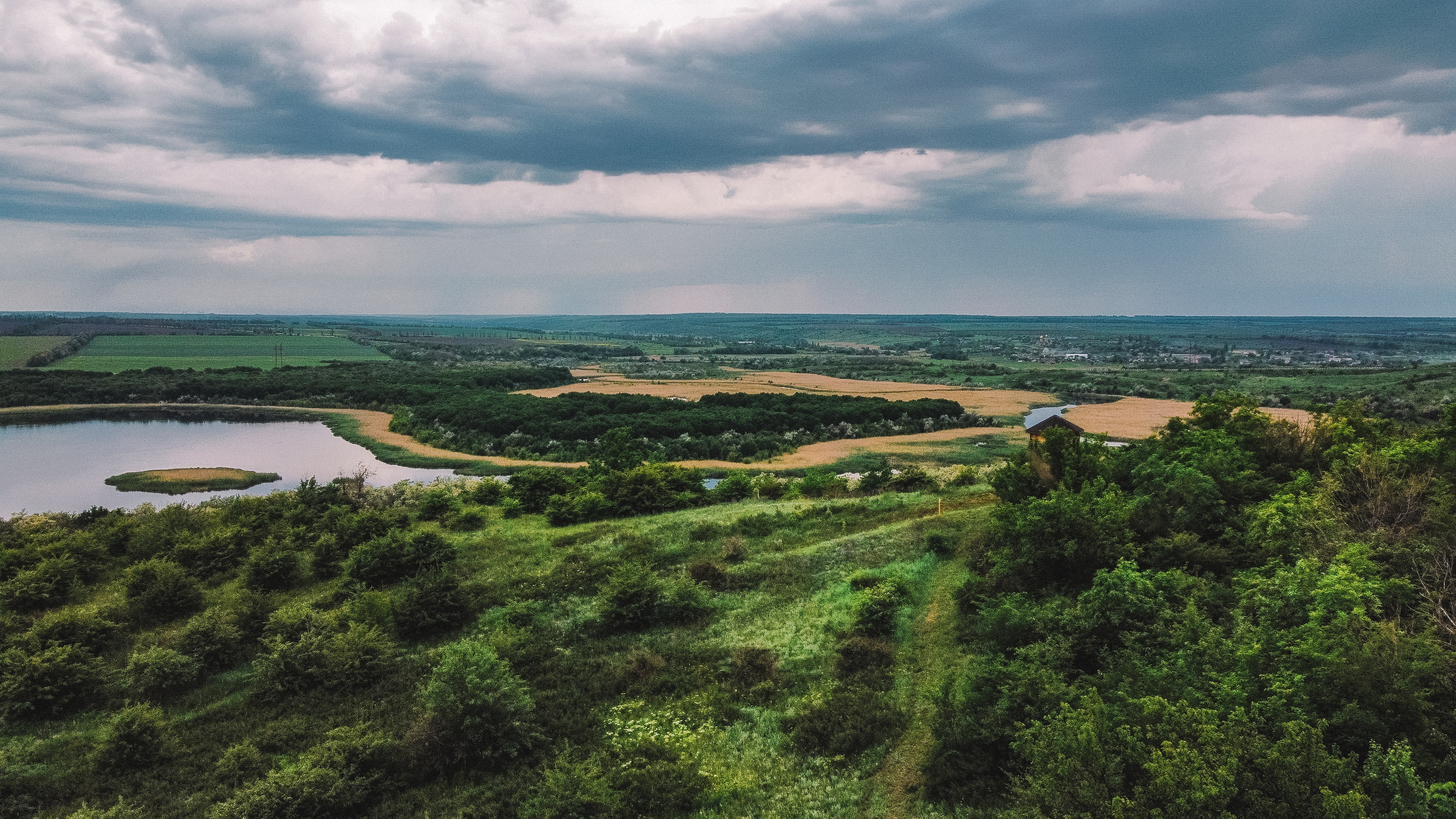
РЛП "Клебан-Бик"

Музей історії села «Довкілля», який в якості ініціативи збереження культурної спадщини та народних традицій, створив ветеран російсько-української війни, депутат сільської ради, очільник громадської організації «Енеїда», патріот України та рідного села - Андрій Тараман.
Виставка почалася з трактора «Універсал» УД-2 1930-х років, на якому орав землю Іван Пилипович Баглай. З початком Другої світової війни механізатор розібрав трактор на запчастини і закопав. Вже після закінчення бойових дій трактор знову відкопали, створили жіночу бригаду, яка сіяла хліб, та використовували його для механічної обробки землі в Олександро-Калиновому та найближчих селах.
До 2009 року трактор зберігався на території тракторної бригади. 2009 року трактор забрали до Музею історії Костянтинівського району, але громада повернула його собі.
Музей облаштований в покинутій хаті XVIII-XIX століття, яку селяни відновили і оформили в стилі українського житла того часу. Згодом музей наповнився предметами інтер’єру і селянського побуту: ліжком, ткацьким верстатом, колискою тощо.
Частиною Музею історії cела є також школа, яку побудовано 1915 року. 
Серед експонатів: колекція сільськогосподарської техніки, кам’яні жорна, колодязь-журавель, половецька статуя та статуї тварин.
Тут створено виставку, присвячену АТО-ООС, щоб зберегти пам'ять про Сергія Ісаєва з Костянтинівки, який загинув біля селища Нью-Йорк, захищаючи територіальну цілісність України;
- Олександро-Калинівська філія Іллінівського опорного закладу загальної середньої освіти;[24]

- Районний центр дитячої та юнацької творчості;

- Фельдшерсько-акушерський пункт;[25]

- Сільська бібліотека;

- Будинок культури;

- Регіональний ландшафтний парк «Клебан-Бик» — межує з Олександро-Калиновим. В парку знаходяться скам'янілі дерева, яким понад 30 мільйонів років і сучасні рідкісні рослини, занесені до Червоної книги України (ковила Лессінга, тюльпан змієлистий, рябчик руський).[26]

## Релігія
Храм святих Царських мучеників у селі Олександро-Калинове відкрився 2003 року в пристосованому приміщенні - таровинній будівлі, яка до 1917 року належала місцевому поміщику.
Від 1917 в будівлі знаходилася школа. 1965 року в селі збудували нову школу, а в цьому приміщенні розмістився дитячий садок. На початку 1990-х років будівлю закрили, і вона поступово руйнувалася.
2011 року в Олександро-Калиновому розпочалося будівництво церкви, яка має форму корабля, висотою 30 метрів, загальною площею 500 квадратних метрів.
На початку 2014 року церква увінчалася куполами.
На Різдво 2018 року в новому храмі відбулася перша літургія. 4 грудня 2018 року, у свято Введення в Храм Пресвятої Богородиці, храм було освячено.

## Промисловість
Родовище солі поблизу села Олександро-Калинового є найбільш значним у межах Кальміус-Торецької котловини. В минулому в Олександро-Калиновому розташовувалися солеварні пана Филимонова. На честь якого названа одна з місцевих височин, де встановлений оглядовий майданчик.
На лівому узбережжі річки Бичок на площі близько 6 га є низка колишніх соляних озер, береги яких в засушливий час густо вкриваються вицвітами солі. Ранiше місцеве населення використовувало ропу з цих озер для соління. Десь з 1882 року землевласник підприємець Филимонов з цих соляних озер виварював сіль на збудованому ним невеликому заводі та випаровував на градирнях.

## Пам'ятники

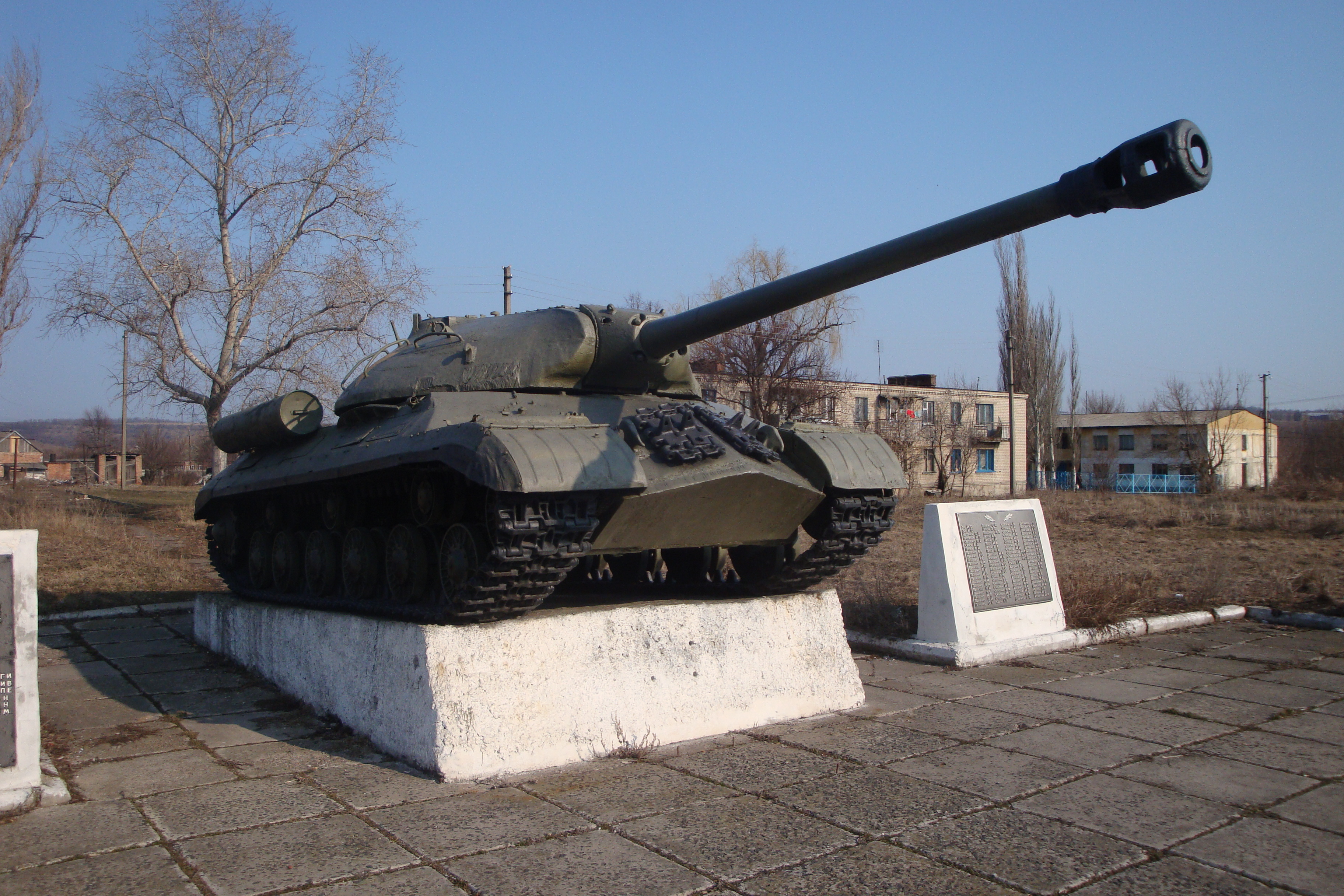
ІС-3 в Олександро-Калиновому

У Олександро-Калиновому розташована Братська могила радянських воїнів Південно-Західного фронту і Могила невідомого воїна. Вони відносяться до Другої світової війни. Охоронний номер — 1043. Могили реконструйовано у 1961 році, потім — у 1985 році.
Центральною фігурою пам'ятника до 2014 року був танк ІС-3. У червні 2014 року, під час окупації села російсько-терористичними військами, пам'ятник було сплюндровано російськими вандалами — було викрадено танк ІС-3. Російські війська використовували його як броню у боях під Слов'янськом.
Під час відступу покинули його біля Костянтинівки. Танк було вивезено на реставрацію до Києва. Він два тижні перебував у київському Будинку офіцерів, потім його було перевезено до Музею ракетних військ у Миколаївській області. Активісти села клопотають про повернення танка до села.

## Відомі люди
- С. І. Старичевський - випускник Олександро-Калинівської школи, начальник аероклубу ім. В. Чкалова, пізніше — віце-президент міжнародної асоціації з аеронавтику (ФАІ). Загинув у 1959 році при виконанні службових обов’язків.
- В. Р. Сорока — професор Донецького медичного інститута.
- П. А. Пономаренко — кандидат військово-інженерних наук. [31]
- Пасєчна Людмила Яківна — колишній народний депутат України, член Комуністичної партії України. Провадила антиукраїнську діяльність, в 2014 році вела агітацію за окупацію України російськими військами.

## Цікаві факти
- У 2017 році село брало участь у II всеукраїнському конкурсі «Неймовірні села України 2017», що його проводили AgroPortal.ua й «Український клуб аграрного бізнесу». Село було першим з сіл Донеччини, що брало участь у конкурсі. Посіло в ньому 13 місце. Крім того, Посольство Франції в Україні в межах реалізації конкурсу надало селу премію за внесок у збереження навколишнього середовища та біорізноманіття.[32][33]
- У вересні 2017 року в селі проходила слобожанська частина проекту «Ткана Україна» — низки заходів, у результаті яких створювалося ткане панно «Карта України».[34]
- Щорічно в суботу перед Днем Незалежности України в селі проходить фестиваль "Смолянський куліш".[35]

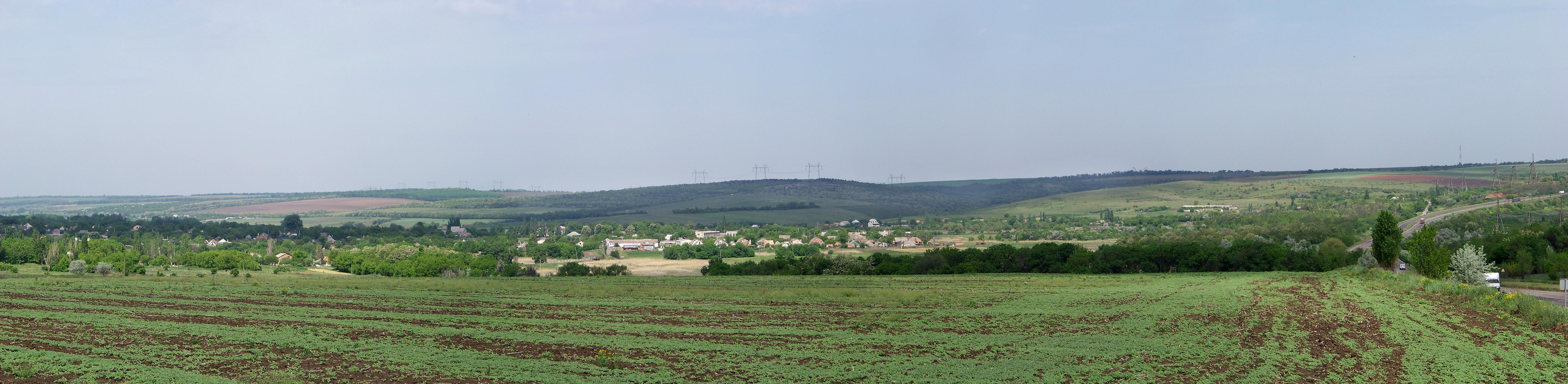
Панорама на Олександро-Калинове